# (19250) Poullain
(19250) Poullain est un astéroïde de la ceinture principale.

## Description
(19250) Poullain est un astéroïde de la ceinture principale. Il fut découvert le 12 août 1994 à La Silla par Eric Walter Elst. Il présente une orbite caractérisée par un demi-grand axe de 3,16 UA, une excentricité de 0,13 et une inclinaison de 3,5° par rapport à l'écliptique.
Il est nommé d'après François Poullain de La Barre.